# Stenembia perenensis
Stenembia perenensis is een insectensoort uit de familie Anisembiidae, die tot de orde webspinners (Embioptera) behoort. De soort komt voor in Peru.
Stenembia perenensis is voor het eerst wetenschappelijk beschreven door Ross in 1972.